# Alexandra Strunin

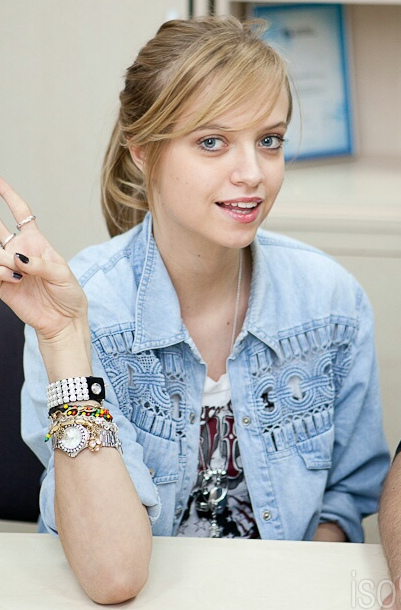
Alexandra Strunin

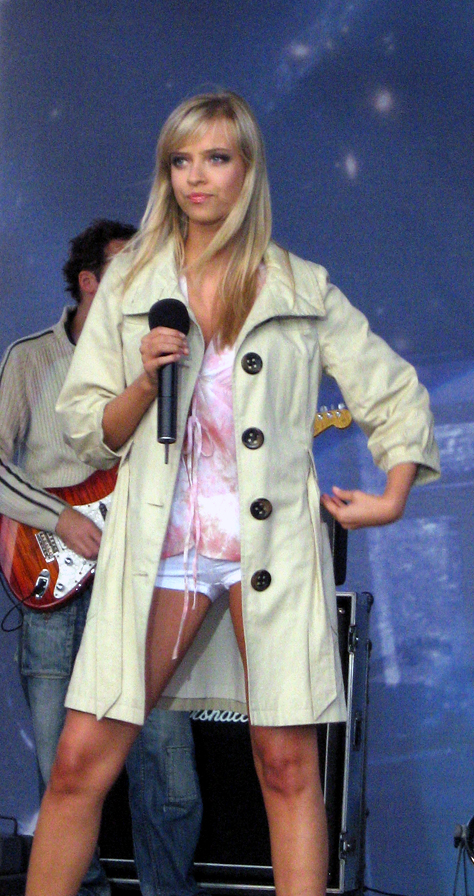
Strunin, 9. September 2007

Alexandra „Sasha“ Strunin (* 27. Oktober 1989 in Leningrad, Sowjetunion als Aleksandra Igoriewna Strunina, kyrillisch: Александра Игоревна "Саша" Струнина) ist eine polnische Sängerin russischer Herkunft.

## Leben

### Jugend
Strunin wurde als Tochter eines russischen Vaters und einer ukrainischen Mutter in Leningrad geboren. Beide Elternteile waren Opernsänger. Während ihrer Kindheit pendelte die Familie zwischen Russland, Polen und der Ukraine. Obwohl sie in Russland geboren ist, sieht sie sich als Polin.
Von 2009 bis 2013 studierte sie Fotografie an der Kunstuniversität Posen (Uniwersytet Artystyczny w Poznaniu).
Ihre musikalische Karriere begann 2003, als sie bei einem Songfestival in Brzeg mit Jessica Simpsons When You Told Me You Loved Me auftrat und den Kinderwettbewerb gewann. 2005 erreichte sie das Halbfinale von Idol.

#### Mit Jet Set
2005 wurde sie Sängerin der polnischen Band The Jet Set. Zusammen mit der Band trat sie beim polnischen Finale zum Eurovision Song Contest 2006 mit dem Titel How Many People an und belegte den dritten Platz. Nach einer Tour mit dem belgischen Sänger Danzel veröffentlichte die Band im Juli 2006 ihr Debütalbum Just Call Me, das Platz 30 der polnischen Albencharts erreichte und später mit einer Goldenen Schallplatte ausgezeichnet wurde.
2007 gewann die Band das polnische Finale und durfte Polen mit Time to Party beim Eurovision Song Contest 2007 in Helsinki vertreten. Am Ende erreichten sie im Halbfinale Platz 14 und verfehlten so die Finalrunde. Am 1. Januar 2009 erklärten sie schließlich ihre Auflösung.
2008 nahm Strunin an der 5. Staffel der polnischen Ausgabe von Celebrity Big Brother teil, verließ das Haus aber nach 30 Tagen.

### Solokarriere
Nach dem Ende von The Jet Set unterschrieb Strunin einen Plattenvertrag bei Sony Music Entertainment Poland. Ihre Debütsingle wurde Emely, ein Duett mit dem schwedischen Sänger Danny Saucedo. Ihr Solodebüt wurde schließlich der Titel To nic kiedy płyną łzy. Ihr erstes Soloalbum Sasha erschien schließlich im September 2009 und wurde ein voller Erfolg.
2010 nahm sie zusammen mit zahlreichen anderen polnischen Musikern wie Doda, Ewa Farna, Gosia Andrzejewicz, Kasia Cerekwicka und Kasia Wilk den Song Muzyki moc anlässlich des zehnten Geburtstags von VIVA Polska auf. 2010 trat sie außerdem in der polnischen Seifenoper Pierwsza miłość auf.
2011 löste sie ihren Vertrag mit Sony Music auf und begann als unabhängiger Künstler zu wirken. Zusammen mit Musikproduzent Andrzej Prymuszewski gründete sie die Produktionsgesellschaft AS Music Production, die jedoch nicht lange Bestand hatte. Ihre erste Solosingle als unabhängiger Künstler erschien unter dem Titel Game Over im September 2011. 2013 trat sie im Vorprogramm von Zaz auf.
Am 29. Oktober 2013 erschien ihre EP Stranger. Im Dezember des gleichen Jahres nimmt sie als Teil des reALICJA-Projekts die Weihnachtssingle Magia Świąt auf, deren Erlös der polnischen Sängerin Alicja Borkowska zugutekamen, die einen Monat vorher einen Schlaganfall erlitt.
2014 versuchte sie bei SuperDebiuty als Teil des 51. polnischen Songfestivals in Oppeln teilzunehmen, wurde aber disqualifiziert, weil sie mehr als ein Album in ihrer Karriere aufgenommen hatte. Im November trat sie bei einem Konzert zu Ehren des Arbeitgeberverbands Pracodawcy Rzeczypospolitej Polskiej auf. Das Konzert wurde auch vom polnischen Präsidenten Bronisław Komorowski und seinem Vorgänger Lech Wałęsa besucht.
Am 14. Oktober 2016 erschien ihr zweites Album Woman in Black, das vom Jazzmusiker Gary Guthman komponiert wurde.

## Diskografie

### Mit The Jet Set
Alben
- 2006: Just Call Me (Universal Music Polska)

Singles
- 2006: How Many People
- 2006: Just Call Me
- 2007: Time to Party
- 2008: The Beat of Your Heart

### Solo
Alben
- 2009: Sasha (Sony Music)
- 2016: Woman in Black (Polskie Radio)

EPs
- 2013: Stranger (Believe Digital)

Singles
- 2009: To nic kiedy płyną łzy
- 2009: Zaczaruj mnie ostatni raz
- 2011: Game Over
- 2013: Stranger
- 2016: Woman in Black

Als Gastsängerin
- 2009: Emely (Danny ft. Sasha Strunin)
- 2010: Muzyki moc (VIVA und Freunde)
- 2013: Magia Świą (reAlicija)

## Filmografie
- 2010: Pierwsza milosc (Fernsehserie, als Kalina Swietochowska)